# Коте Голчев
Костадин (Коте) Златков Голчев е български хайдутин и  революционер, деец на Вътрешната македоно-одринска революционна организация.

## Биография
Коте Голчов е роден през 1862 година в град Берово, тогава в Османската империя, днес в Северна Македония. По професия е кацар. По време на Сръбско-българската война е четник в доброволческата чета на Стоян Богданцалията.
Присъединява се към ВМОРО и става войвода на самостоятелна чета в Малешевско. В средата на ноември 1897 година винишкият комитет подпомага четата му, която напада дома на богатия турчин Касим бег, задига от дома му около 800 турски лири, а самия него убива. Нападението причинява така наречената Винишка афера.
При избухването на Балканската война в 1912 година е доброволец в Македоно-одринското опълчение и се сражава във 2-а рота на кюстендилската дружина и 1-а рота на 7-а кумановска дружина.
По време на освобождението на Вардарска Македония през Втората световна война, синът му, Димитър Голчев е кмет на Берово от 8 август 1941 година до 22 юни 1943 година и на Радовиш от 22 юли 1943 година до 19 ноември 1943 година.